# San Miguel Tenextatiloyan
San Miguel Tenextatiloyan är en ort i Mexiko.   Den ligger i kommunen Zautla och delstaten Puebla, i den sydöstra delen av landet, 160 km öster om huvudstaden Mexico City. San Miguel Tenextatiloyan ligger 2 429 meter över havet och antalet invånare är 4 352.
Terrängen runt San Miguel Tenextatiloyan är kuperad. Runt San Miguel Tenextatiloyan är det ganska tätbefolkat, med 72 invånare per kvadratkilometer. Närmaste större samhälle är Zaragoza, 8,1 km nordost om San Miguel Tenextatiloyan. Trakten runt San Miguel Tenextatiloyan består till största delen av jordbruksmark.